# Alen Simonjan
Alen Roberti Simonjan (armeniska: Ալեն Ռոբերտի Սիմոնյան), född 5 januari 1980 i Jerevan, är en armenisk politiker. Efter att Armen Sargsian avträtt som president blev Simonjan tillförordnad president tills Vahagn Chatjaturjan tillträdde som landets femte president 13 mars 2022. Han är också talman i Armeniens nationalförsamling och har sin bakgrund som lokalpolitiker i Jerevan. 
Simonjan studerade juridik vid Jerevans statliga universitet och avlade examen 2000. Därefter tjänstgjorde han två år i armén, innan han började arbeta vid domstolen i Jerevan.